# Municipio de Alloway
El municipio de Alloway (en inglés: Alloway Township) es un municipio ubicado en el condado de Salem  en el estado estadounidense de Nueva Jersey. En el año 2010 tenía una población de 3,467 habitantes y una densidad poblacional de 40 personas por km².

## Geografía
El municipio de Alloway se encuentra ubicado en las coordenadas 39°33′44″N 75°21′19″O / 39.56222, -75.35528.
Según la Oficina del Censo de Estados Unidos, el municipio tenía una superficie total de 33,91 millas cuadradas (87,84 km2), incluidas 33,48 millas cuadradas (86,70 km2) de tierra y 0,44 millas cuadradas (1,13 km2) de agua (1,29%).
Alloway (con una población del censo de 2010 de 1.402  ) es una comunidad no incorporada y un lugar designado para el censo (CDP) ubicado dentro del municipio de Alloway.    Otras comunidades, localidades y topónimos no incorporados ubicados parcial o completamente dentro del municipio incluyen Aldine, Alloway Junction, Dilkes Mile, Friesburg, Lake Sycamore, Mower, New Boston, Oakland, Penton, Remsterville, Riddleton y Watsons Mills. 
El municipio limita con el municipio de Mannington, el municipio de Pilesgrove, el municipio de Quinton y el municipio de Upper Pittsgrove en el condado de Salem; y los municipios de Hopewell, Stow Creek y Upper Deerfield en el condado de Cumberland.  

## Demografía
Según la Oficina del Censo en 2000 los ingresos medios por hogar en el municipio eran de $56,528 y los ingresos medios por familia eran $65,132. Los hombres tenían unos ingresos medios de $43,839 frente a los $27,188 para las mujeres. La renta per cápita para la localidad era de $22,935. Alrededor del 8.2% de la población estaba por debajo del umbral de pobreza. 

### Censo de 2010
El censo de Estados Unidos de 2010 contó 3.467 personas, 1.193 hogares y 945 familias en el municipio. La densidad de población era de 40.1 hab/km². Había 1.268 unidades de vivienda con una densidad media de 14.7/km². La composición racial era 91,49% (3172) blancos, 5,08% (176) negros o afroamericanos, 0,43% (15) nativos americanos, 0,89% (31) asiáticos, 0,00% (0) isleños del Pacífico, 0,61% (21) de otras carreras, y el 1,50% (52) de dos o más carreras. Los hispanos o latinos de cualquier raza eran el 1,96% (68) de la población.
De los 1.193 hogares, el 34,5% tenían hijos menores de 18 años; el 67,6% eran matrimonios que vivían juntos; El 6,3% tenía una cabeza de familia sin marido presente y el 20,8% no eran familias. Del total de hogares, el 17,4% estaban formados por personas individuales y el 8,0% tenía alguien que vivía solo y tenía 65 años o más. El tamaño medio del hogar era de 2,84 y el tamaño medio de la familia era de 3,21.
El 26,2% de la población tenía menos de 18 años, el 7,8% de 18 a 24, el 23,2% de 25 a 44, el 30,8% de 45 a 64 y el 11,9% tenían 65 años o más. La mediana de edad fue 40,1 años. Por cada 100 mujeres, la población tenía 101,9 hombres. Por cada 100 mujeres de 18 años y más había 102,5 hombres.
La Encuesta sobre la Comunidad estadounidense de 2006-2010 de la Oficina del Censo mostró que (en dólares ajustados a la inflación de 2010) el ingreso familiar medio era de $86 979 (con un margen de error de +/- $8158) y el ingreso familiar medio era de $91 979 (+/- $8633). Los hombres tenían un ingreso medio de $61,544 (+/- $11,567) versus $35,528 (+/- $2,497) para las mujeres. El ingreso per cápita del municipio fue de $ 27.649 (+/- $ 2.963). Alrededor del 4,6% de las familias y el 5,6% de la población estaban por debajo del umbral de pobreza, incluido el 3,9% de los menores de 18 años y el 19,1% de los de 65 años o más. 

## Historia
Lo que ahora es Alloway se incorporó formalmente como municipio de Upper Alloways Creek mediante una carta real otorgada el 17 de junio de 1767, de partes del ahora desaparecido municipio de Alloways Creek. El municipio fue incorporado formalmente mediante una ley de la Legislatura de Nueva Jersey el 21 de febrero de 1798. El municipio de Quinton se formó a partir de partes del municipio el 18 de febrero de 1873. El nombre se cambió oficialmente a Alloway Township el 21 de febrero de 1884. 
El nombre Alloway deriva de Allowas, un jefe nativo americano local.   
Ranch Hope, una organización sin fines de lucro fundada en 1962 por el Reverendo David L. Bailey Sr. y Eileen Bailey, brinda atención de salud conductual, educación, atención en refugios a corto plazo, viviendas de apoyo y servicios basados en aventuras para miles de niños y familias anualmente en un 40 ha campus en el municipio. 

## Política
En marzo de 2011, había un total de 2269 votantes registrados en Alloway Township, de los cuales 509 (22,4% frente a 30,6% en todo el condado) estaban registrados como demócratas, 596 (26,3% frente a 21,0%) estaban registrados como republicanos y 1163 (51,3% vs. 48,4%) estaban registrados como No Afiliados. Había un votante registrado en otro partido.  Entre la población del censo de 2010 del municipio, el 65,4% (frente al 64,6% en el condado de Salem) estaban registrados para votar, incluido el 88,7% de las personas mayores de 18 años (frente al 84,4% en todo el condado).  
En las elecciones presidenciales de 2012, el republicano Mitt Romney obtuvo el 58,5% de los votos (1.019 votos emitidos), por delante del demócrata Barack Obama con el 39,7% (691 votos), y de otros candidatos con el 1,8% (31 votos), entre los 1.754 votos emitidos por los 2.412 electores registrados del municipio (13 votos anulados), con una participación del 72,7%.   En las elecciones presidenciales de 2008, el republicano John McCain recibió 1.011 votos (56,5% frente a 46,6% en todo el condado), por delante del demócrata Barack Obama con 731 votos (40,8% frente a 50,4%) y otros candidatos con 32 votos (1,8% frente a 1,6). %), entre las 1.790 papeletas emitidas por los 2.312 votantes registrados del municipio, para una participación del 77,4% (frente al 71,8% en el condado de Salem).  En las elecciones presidenciales de 2004, el republicano George W. Bush recibió 1.060 votos (62,6% frente a 52,5% en todo el condado), por delante del demócrata John Kerry con 609 votos (36,0% frente a 45,9%) y otros candidatos con 15 votos (0,9% frente a 1,0%), entre los 1.693 votos emitidos por los 2.172 votantes registrados del municipio, lo que supone una participación del 77,9% (frente al 71,0% en todo el condado). 
En las elecciones para gobernador de 2013, el republicano Chris Christie recibió el 68,1% de los votos (770 votos), por delante de la demócrata Barbara Buono con el 27,8% (314 votos) y de otros candidatos con el 4,1% (46 votos), entre los 1.138 votos emitidos por los 2.397 votantes registrados del municipio (8 votos anulados), con una participación del 47,5%.   En las elecciones para gobernador de 2009, el republicano Chris Christie recibió 660 votos (55,4% frente a 46,1% en todo el condado), por delante del demócrata Jon Corzine con 368 votos (30,9% frente a 39,9%), el independiente Chris Daggett con 137 votos (11,5% frente a 39,9%). 9,7%) y otros candidatos con 17 votos (1,4% frente a 2,0%), entre los 1.192 votos emitidos por los 2.302 votantes registrados del municipio, lo que arrojó una participación del 51,8% (frente al 47,3% en el condado). 

## Educación
El distrito escolar de Alloway Township atiende a estudiantes de escuelas públicas desde preescolar hasta octavo grado en la escuela Alloway Township.  A partir del año escolar 2021-22, el distrito, que comprende una escuela, tenía una matrícula de 289 estudiantes y 25,2 maestros de aula (sobre una base FTE ), para una proporción de estudiantes por maestro de 11,5:1. 
Los estudiantes de escuelas públicas de noveno a duodécimo grado asisten a Woodstown High School en Woodstown, que atiende a estudiantes de Pilesgrove Township y Woodstown, junto con estudiantes de Alloway Township, Oldmans Township y Upper Pittsgrove Township que asisten a la escuela secundaria como parte de relaciones de envío y recepción. con el Distrito Escolar Regional Woodstown-Pilesgrove .  En el año escolar 2021-22, la escuela secundaria tenía una matrícula de 559 estudiantes y 49,7 maestros de aula (sobre una base FTE), para una proporción de estudiantes por maestro de 11,2: 1. 

## Transporte
Ruta 77 de Nueva Jersey (Pole Tavern-Bridgeton Road) pasa por el extremo oriental del municipio. La ruta del condado 540 y la ruta del condado 581 también atraviesan el municipio.